# Vrančice
Vrančice (en allemand : Wrantschitz) est une commune du district de Příbram, dans la région de Bohême-Centrale, en République tchèque. Sa population s'élevait à 156 habitants en 2020.

## Géographie
Vrančice se trouve à 9 km au sud-est de Příbram et à 60 km au sud-ouest de Prague.
La commune est limitée par Milín au nord, par Pečice à l'est, par Zbenice et Těchařovice au sud, et par Tochovice au sud-ouest, par Ostrov à l'ouest.

## Histoire
La première mention écrite de la localité date de 1253.

## Administration
La commune se compose de trois quartiers :
- Mýšlovice
- Vrančice
- Životice

## Transports
Par la route, Vrančice se trouve à 13 km de Příbram et à 66 km de Prague.